# Oragua maculipes
Oragua maculipes är en insektsart som beskrevs av Victor Antoine Signoret 1855. Oragua maculipes ingår i släktet Oragua och familjen dvärgstritar. Inga underarter finns listade i Catalogue of Life.